# 伍藤忠春
伍藤 忠春（ごとう ただはる、1950年1月9日 - ）は、日本の厚生労働官僚。厚生労働省雇用均等・児童家庭局長を経て、長寿社会開発センター理事長、日本製薬工業協会理事長、湘南シーサイドカントリー倶楽部理事長、日本障がい者スポーツ協会副会長等を歴任した。

## 人物・経歴
大分県生まれ。1972年九州大学法学部卒業。1973年厚生省入省。社会保険庁年金保険部計画課課長補佐、外務省在タイ日本国大使館一等書記官、厚生省大臣官房人事課課長補佐、厚生省大臣官房総務課広報室長、厚生省大臣官房政策課企画官、総務庁長官官房参事官、厚生省年金局企業年金課長、厚生省障害保健福祉部企画課長、厚生省児童家庭局企画課長、厚生省社会援護局企画課長等を歴任。
厚生省薬務局経済課長を経て、2001年厚生労働省大臣官房審議官（老健・健康担当）。2002年社会保険庁次長。2003年厚生労働省雇用均等・児童家庭局長。2005年長寿社会開発センター理事長。2007年エス・エム・エス取締役。2010年から日本製薬工業協会理事長を務め、定例の薬価改定を待たずに、オプジーボの薬価を引き下げるよう中央社会保険医療協議会に提案した厚生労働省に対し、反対声明を出すなどの対応を行った。
2017年日本パラスポーツ協会評議員。2021年わかもと製薬補欠の監査等委員である取締役。日本障がい者スポーツ協会副会長、湘南シーサイドカントリー倶楽部理事長、全国心身障害児福祉財団理事長、臨床治験促進機構顧問、NHK厚生文化事業団理事、日本パラリンピック委員会運営委員会委員、日本スポーツ仲裁機構評議員、長寿科学振興財団評議員、松の花基金理事等も歴任した。